# Uzboj (dolina)
Uzboj – dolina w południowo-zachodniej części Niziny Turańskiej, na północno-zachodniej granicy pustyni Kara-kum.
Dolina Uzboj jest długa i wąska. Poczynając od Kotliny Sarykamyskiej ciągnie się w kierunku południowym wzdłuż południowej krawędzi płaskowyżu Ustiurt, a dalej po wschodniej stronie gór Gaplaňňyr (Kapłankyr) i gór Uly Balkan (Bałchan) na wschodnim wybrzeżu Morza Kaspijskiego. Następnie skręca na zachód i wykorzystując bramę między górami Bałchan a górami Kopet-dag uchodzi do Morza Kaspijskiego. W całości leży poniżej 50 m n.p.m., końcowa (południowo-zachodnia) część znajduje się poniżej poziomu morza. Długość doliny wynosi 775 km. W dolinie znajdują się łańcuchy jeziorek, zasilanych przez wody spływające z Ustiurtu i Kara-kum. Większość z nich jest słona, niektóre są słodkie i na tyle obfite, że stanowią źródła wody dla okolicznej ludności.
Dolina Uzboj do XVI wieku stanowiła koryto wyschniętej dziś rzeki Uzboj. Ostatni, nadkaspijski odcinek doliny stanowił płytką zatokę Morza Kaspijskiego w czasach, gdy było ono większe, niż dzisiaj – ostatni raz zdarzyło się to podczas zlodowacenia 11 tys. lat p.n.e. Wcześniej, gdy Morze Kaspijskie i Jezioro Aralskie były połączone, dolina Uzboj stanowiła jedną z łączących je cieśnin.